# Języki zachodniosłowiańskie

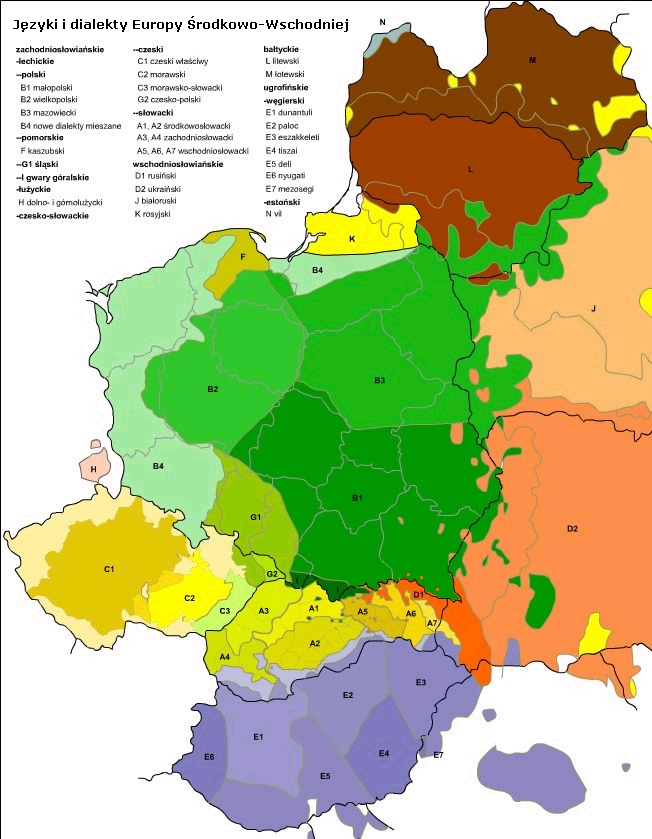
Języki i dialekty Europy Środkowo-Wschodniej

Języki zachodniosłowiańskie – jeden z trzech zespołów języków słowiańskich (obok języków wschodnio- i południowosłowiańskich), którymi posługuje się około 56 mln mówiących w Europie Środkowej.
Języki zachodniosłowiańskie odróżniają się od wschodnio- i południowosłowiańskich przede wszystkim na podstawie różnic fonetycznych, np. w grupie zachodniej zachowały się zbitki /tl/ i /dl/ (ze względu na wczesną utratę tendencji do zgłosek otwartych), które w pozostałych zespołach słowiańszczyzny przyjęły uproszczoną postać /l/. Ponadto języki zachodniosłowiańskie wyróżnia stały akcent wyrazowy, natomiast większość innych przedstawicieli słowiańszczyzny charakteryzuje się akcentem ruchomym.
Według najczęstszej koncepcji klasyfikacyjnej języki zachodniosłowiańskie dzielą się na trzy grupy: lechicką, łużycką i czesko-słowacką. Podgrupę czesko-słowacką kontynuują języki czeski i słowacki, łużycką – dwa języki łużyckie, a lechicką – polski i kaszubski. Z tej ostatniej podgrupy wymarły w XVIII wieku języki pomorskie (z wyjątkiem kaszubskiego i słowińskiego, który zaniknął w XX wieku). W przeszłości pojawiały się próby bliższego łączenia języków łużyckich z lechickimi lub czesko-słowackimi, propozycje te pozbawione są jednak szerokiej akceptacji.
Języki zachodniosłowiańskie cechują się wysokim stopniem fleksyjności: ich morfemy gramatyczne mają charakter wielofunkcyjny i tworzą całość z cząstkami leksykalnymi. Zjawisko fleksji zdecydowanie przeważa nad aglutynacją oraz izolacją, które znajdują zastosowanie tylko w kilku ograniczonych funkcjach (do tworzenia trybu przypuszczającego oraz form czasu przeszłego i przyszłego). Języki zachodniosłowiańskie są stosunkowo zachowawcze pod względem fonetycznym, bardziej konserwatywne od południowych i wschodnich.

## Klasyfikacja języków zachodniosłowiańskich
indoeuropejskie
słowiańskie (ponad 300 mln)
zachodniosłowiańskie (ok. 56 mln)
lechickie (ok. 40 mln)
polski (ok. 39–48 mln)
śląski (ok. 458 tys.) – uznawany za dialekt języka polskiego lub za odrębny język
pomorski
kaszubski (ok. 87,6 tys.) – uznawany za odrębny język lub za dialekt języka polskiego
słowiński
gwary zachodniopomorskie †
połabski †
łużyckie (ok. 55 tys.)
dolnołużycki (ok. kilka tys.)
Ponaschemu – †
górnołużycki (ok. 55 tys.)
wschodniołużycki – †
czesko-słowackie (ok. 18 mln)
czeski (ok. 11,5 mln)
słowacki (ponad 6 mln)
knaan †
† – język wymarły

## Przykłady
Porównanie postaci niektórych słów w wybranych językach zachodniosłowiańskich:
| polski   | dolnołużycki | górnołużycki | czeski | słowacki | połabski drzewiański | kaszubski | śląski      |
| -------- | ------------ | ------------ | ------ | -------- | -------------------- | --------- | ----------- |
| człowiek | cłowjek      | čłowjek      | člověk | človek   | clåvăk               | człowiek  | czowjek     |
| wieczór  | wjacor       | wječor       | večer  | večer    | vicer                | wieczór   | uodwjeczyrz |
| brat     | bratš        | bratr        | bratr  | brat     | brot                 | bracyn    | braćik      |
| dzień    | źeń          | dźeń         | den    | deň      | dan                  | dzéń      | dźyń        |
| ręka     | ruka         | ruka         | ruka   | ruka     | rǫkă                 | rãka      | rynka       |
| jesień   | nazymje      | nazyma       | podzim | jeseň    | preńă zaimă, jisin   | jeséń     | podźim      |
| śnieg    | sněg         | sneh         | sníh   | sneh     | sneg                 | sniég     | śńyg        |
| lato     | lěśe         | lěćo         | léto   | leto     | ľotü                 | lato      | lato        |
| siostra  | sotša        | sotra        | sestra | sestra   | sestră               | sostra    | szwestra    |
| ryba     | ryba         | ryba         | ryba   | ryba     | råibo                | rëba      | ryba        |
| ogień    | wogeń        | woheń        | oheň   | oheň     | wiďėn                | òdżiń     | uogyń       |
| woda     | woda         | woda         | voda   | voda     | wådă                 | wòda      | woda        |
| wiatr    | wětš         | wětřik, wětr | vítr   | vietor   | v́otĕr                | wiater    | wjater      |
| zima     | zymje        | zyma         | zima   | zima     | zaimă                | zëma      | źyma        |

## Przykład tekstu
Poniżej znajduje się treść pierwszego artykułu Powszechnej Deklaracji Praw Człowieka w różnych etnolektach zachodniosłowiańskich.
- czeski:
Všichni lidé se rodí svobodní a sobě rovní co do důstojnosti a práv. Jsou nadáni rozumem a svědomím a mají spolu jednat v duchu bratrství.
- górnołużycki:
Wšitcy čłowjekojo su wot naroda swobodni a su jenacy po dostojnosći a prawach. Woni su z rozumom a swědomjom wobdarjeni a maja mjezsobu w duchu bratrowstwa wobchadźeć.
- kaszubski:
Wszëtczi lëdze rodzą sã wòlny ë równy w swòji czëstnoce ë prawach. Mają òni dostóne rozëm ë sëmienié ë nôlégô jima pòstãpòwac wobec drëdzich w dëchù bracënotë.
- polski (standardowy):
Wszyscy ludzie rodzą się wolni i równi pod względem swej godności i praw. Są oni obdarzeni rozumem i sumieniem i powinni postępować wobec innych w duchu braterstwa.
- słowacki:
Všetci ľudia sa rodia slobodní a sebe rovní, čo sa týka ich dôstojnosti a práv. Sú obdarení rozumom a majú navzájom jednať v bratskom duchu.
- śląski:
Wszyjske ludźe rodzům śe swobodne a růwne we swojim werće a prawach. Sům uůne uobdarzůne filipym a sůmńyńym a majům powinność wzglyndym inkszych jak brat s bratym postympować.